# Mictosoma ramosum
Mictosoma ramosum is een pissebed uit de familie Mictosomatidae. De wetenschappelijke naam van de soort is voor het eerst geldig gepubliceerd in 1916 door Hansen.